# مكنز
المكنز هو قائمة استنادية بالواصفات أو مصطلحات التكشيف في نظام المعلومات فهو الأداة التي يعتمد عليها المكشف في الحصول على المصطلحات أو الواصفات المناسبة لوصف محتوى الوثائق وهو أيضاً الأداة التي يعتمد عليها الباحث أو المستفيد من النظام في الاسترجاع فالمكنز إذاً هو حلقة الوصل بين المكشف والباحث وهو الذي يوفر أقصى درجة كفاءة في التخزين والاسترجاع، ورغم تعدد التعريفات للمكانز إلا أن هناك اتفاقا عاماً على التعريف الذي اعتمدته المنظمة الدولية للتقييس.
ويمكن تعريف المكنز من حيث وظيفته أو من حيث بناءه، فالمكنز من حيث الوظيفة هو وسيلة ضبط للمصطلحات وتستخدم للترجمة من اللغة الطبيعية للغة أكثر انضباطا وهي لغة النظام.
أما من حيث البناء فهو مفردات منضبطة ودينامكية لمصطلحات متصلة مع بعضها البعض دلاليا وهرميا تغطي أحد حقول المعرفة.

## التعريف العام الدولي
المكنز من حيث الوظيفة هو وسيلة ضبط للمصطلحات، وتُستخدم للترجمة من اللغة الطبيعية للوثائق من قبل المكشفين أو المستفيدين إلى «لغة نظام» أكثر تقييداً (لغة توثيق، لغة معلومات). المكنز من حيث البناء هو لغة مضبوطة وديناميكية تتكون من المصطلحات المتصلة ببعضها البعض دلالياً وهرمياً وتغطى أحد حقول المعرفة.
جاءت كلمة مكنز Thesaurus  من اليونانية، وتعني في الأصل المستودع أو الخزانة. وقد سجل قاموس the Shorter Oxford English Dictionary تاريخ 1736م، على أنه أقدم تاريخ معروف لأسنخدام الكلمة، بمعني خزانة أو مستودع للمعرفة مثل القاموس ودائرة المعارف أو ما شابه. وقد ذهب قاموس Third New International Webster’s Dictionary إلي أبعد من ذلك، وعرف المكنز بأنه: كتاب يحيوي على  كلمات أو معلومات من مجال معين أو مجموعة مفاهيم، وعلى وجه التحديد قاموس مترادفان.
وأشهر مكنز ” لغوي” إنجليزي على النحو المشار إليه في تعرف قاموس ويسير، ذلك الذي ايتكره بيتر مارك وزجيه سنة 1852م بعنوان: Thesaurus of English Words and Phrases، وتوجد باللغة العربية عدة مكانز أو معاجم من هذا النوع، مثل: المخصص لبن سيدة (ت 1066م)، والإفصاح في فقه اللغة لعبد الفتاح الصعيدي وحسين يوسف موسي. وهذا النوع من  المعاجم يعرف عند العرب بمعاجم المعاني أو المعاجم المبوبة، وهي تخدم الباحث حين يواجه أحد المعاني، ويريد المفردات المتصلة  بهذا المعني، ومن ثم يمكنه الاختيار الدقيق للكلمة الملائمة. وقد بدأت الكلمة تتردد في مجال لسترجاع المعلومات في أواخر الخمسينات، أوو منذ سنة 1957م على وجه التحديد. وبعد هذا الوقت بقليل، بدأ العمل في الإنتاج الفعلي للمكانز واستدامها كأدوات في التكثيف واسترجاع. وقد ترجمت الكلمة Thesaurus  الإنجليزية (جمعها Thesauri) إلي العربية مكنز، وجمعها مكانز.

## تعريف المكنز وخصائصه ووظائفه
هنالك عدة تعريفات للمكنز نختار منها التعريف التالي: يمكن تعريفه المكنز من حيث وظيفته أو من حيث بنائه، فالمكنز من حيث الوظيفة هو وسيلة ضبط مصطلحات، تستخدم للترجمة من اللغة الطبيعية للوثائق أو المكشفين أو المستفيدين إلي “لغة نظام” أكثر تقييداً (لغة توثيق، لغة معلومات). والمكنز من حيث البناء هو لغة مضبوطة وديناميكية، تتكون من المصطلحات المتصلة ببعضها البعض سيمانطيقياً ونسبياً، والتي تغطي أحد حقول المعرفة. وينبغي أن يعكس المكنز محتوي الوثائق التي يطبق عليها، كما ينبغي أن يحتوي على المصطلحات والاحالات الملائمة للمادة الموضوعية، مع الأخذ في الاعتبار لكل من: لغة مجموعة الوثائق، ولغة المستفيدين واحتياجاتهم.

## المكنز وقوائم رؤوس الموضوعات
يلاحظ أن المكنز يصنف المصطلحات بترتيبها في أقسام هرمية، وكنظام تصنيف مصطلحات.. فإن المكنز له بعض أوجه الشبه بنظم النصنيف الموضوعية، مثل التصنيف العشري العالي. ولكن بينما نجد أن نظم التصنيف تعمل على إظهار النظام كاملاً للعلاقات الهرمية، فإن المكنز يظهر العلاقات اللازمة للتكشيف والاسترجاع، وفقاً لمجموعة الوثائق من ناحية واحتياجات المستفيدين من ناحية ثانية. وبسبب التدخل أو التشابه بين قائمة رؤوس الموضوعات والمكنز.. فإننا نرغب في توضيح الفارق بينهما بمزيد من التفصيل.
إن الفرق الأساسي بين قائمة رؤوس الموضوعات والمكنز يقع في أسلوب:
1. التطبيق، فبينما نجد رأس الموضوع بمفرده في الفهرس الموضوعي الهجائي.. فإن الواصف (من المكنز) يستخدم بالربط مع الواصفات الأخرى في العادة.
2. ويحتوي المكنز على مصطلحات أكثر تفصيلاً وأكمثر تخصيصاً، كما لأنها تتحاشي الجمل المقلوبة، أي تمثيل إلي استخدام المصطلحات المباشرة بصفة عامة.
3. ولا توجد المداخل الفرعية في المكانز في العادة، وإنما تستخدم كل كلمة أو جملة كمدخل مستقل. ونظام الاحالات في المكانز يختلف عنه في قائمة رؤوس الموضوعات، فالاحالات في المكانز أكثر تفصيلاً وأكثر دقة وإحكاماً.

ومن الملامح المهمة في المكانز القوائم الملحقية، التي تتضمن ترتيبات أخرى للمصطلحات، غير الترتيب الذي يأتي في القسم ال رئيسي في المكنز، وهذه لانجدها في قوائم رؤوس الموضوعات التقليدية.
على ذلك.. فإن هناك بعض الاختلاف بين المكنز وقائمة رؤوس الموضوعات من حيث البناء، وهناك أيضاً بعض الاختلاف من حيث الاستخدام، فإذا كان المكنز يستخدم أساساً لأغراض نظم التكشيف والاسترجاع – خاصة ما يعتمد منها على الاستخدام الآلي.. فإن قائمة رؤوس الموضوعات تستخدم أساسلً قي الفهرسة الموضوعية للكتب، التي تعتمد على الجهد اليدوي في العادة.

## الوظائف والأغراض
فإن انتقلنا إلي الوظائف التي يؤديها المكنز، نجد أن اغراض الأساسية للمكنز، هي:
- أنه يتيح للمكشف تمثيل المادة الموضوعية، المحتواة في الوثائق بطريقة ثابتة موحدة.
- أنه يحضر المصطلحات المستخدمة من جانب الباحث، في توافق مع المصطلحات المستخدمة من جانب المكشف.
- انه يمد بالوسائل التي تمكن الباحث من أن يعدل إستراتيجية البحث، من أجل تحقيق استدعاء عال، أو إحكام عال كما تتطلب الظروف المتنوعه.

وهكذا.. فالمكنز هو أداة المكشف وهو أيضاً أداة الباحث، وكلاهما مستفيد منه، فالمكشف يعتمد عليه في الحصول علي الواصفات المناسبة التي يستخدمها في وصف محتويات الوثائق. والباحث يعتمد عليه أيضاً في الحصول علي الواصفات المناسبة التي يستخدمها في وصف حاجاته، وهي تلك التي تتفق مع واصفات النظام. فالمكنز إذا حلقة الوصل بين المكشف والباحث، وهو أيضاً اللغة المشتركة بينهما.
إن اثنين من المكشفين (أو حتى المكش نفسه في أوقات مختلفة) سوف يتفقان علي المصطلح أو المصطلحات اللازمة لوصف رأس معين، إذا اختيرت المصطلحات من قائمة سابقة الإنشاء. وعلاوة علي هذا فإنه من الأفضل أن تتاح أمام الباحث قائمة بمصطلحات النظام، يختار منها ما يفيده في صياغة استفساره أو ضلبه.
وهناك من يري أن المكانز فرضية في جانب منها، واقتراحية في الجانب الآخر، أي إن المكنز يفرض المصطلحات، التي يجب أن تعطي للوثائق، كما أنه يقترح المصطلحات التي فكر فيها المكشف دون مساعدته. ويلعب المكنز الدورين نفسيهما في عملية البحث، فهو يفرض اللغة التي ينبغي علي الباحث أن يستخدمها بتوجيهه من المصطلح غير المتفق عليه إلي المصطلح المقنن، والدور الاقتراحي في البحث ياتي عن طريق تنظيم المكنز، فشبكة الإحالات به والقوائم المصنفة وغيرها … يمكن أن تساعد الباحث في بناء أفضل إستراتيجية ممكنة للبحث.

## أهمية المكنز
ويمكن أن نتعرف أهمية المكنز من استعراض الخطوات الرئيسية، التي تتم في كثير من نظم المعلومات.
إن مدخلات النظام تتكون من الوثائق أو أوعية المعلومات، التي يتم اختيارها والحصول عليها. وهي تحتاج بعد ذلك إلي تنظيم وضبط حتى يمكن تعرفها واستخراجها للإجابة عن طلبات المستفيدين. ويشمل التنظيم والضبط عدة عمليات اهمها التكشيف. ويقوم التكشيف علي خطرتين، أولاهما: التحليل للمحتوي، وثانيهما: ترجمة أو نقل التحليل إلي مصطلحات مينة. ويحتاج المكشف في عملية التحليل للمحتوي إلي فهم لما تتناوله الوثيقة، وإلي إدراك لمادتها الموضوعة، كما يحتاج إلي معرفة جيدة باحتياجات المستفيدين من النظام.
ويتم في الخطوة الثانية – وهي ترجمة أو نقل التحليل للمحتوي إلي لغة كشاف – استخدام لغة مضبوطة في معظم النظم. ويقصد بذلك مجموعة محددة من المصطلحات، التي ينبغي استخدامها لتمثيل المادة الموضوعية لأوعية المعلومات. وتتمثل هذه اللغة المكنز أو غيره من ادوات التوثيق.
وإذا ما ما تمت عملية التكشيف.. فإن الأوعية تذهب إلي مخزن أوعية المعلومات (قاعدة البيانات)، كما أن تسجيلات التكشيف (المداخل) تذهب إلي قاعداة بيانات ثانية، حيث تنظم وفق طريقة ما، تمكن من بحثها بسهولة للإجابة عن الطلبات المتنوعة للمستفيدين. ويمكن ان تكون قاعدة بيانات تسجيلات التكشيف، وتمثيلات الأوعية علي هيئة ملف بطاقي، أو علي هيئة كشاف في شكل مطبوع، أو علي هيئة ملف مقروء آليا علي شريط أو فرص ممغنط في النظم الحديثة.
إن المستفيد يقدم طلبات البحث أو الاستفسار. ثم يقوم أخصائي المعلومات المسئول بإعداد استراتيجيات البحث لتلك الطلبات. وتقوم هذه العملية علي خطوتين، هما: التحليل والترجمة مرة أخرى. فالخطوة الأولي هي تحليل الطلب لتقدير ما يبحث عنه المستفيد، أما الخطوة الثانية فتتضمن ترجمة التحليل إلي لغة النظام، أي الاعتماد علي المكنز للحصول علي المصطلحات المناسبة. ويمكن النظر إلي هذه العملية علي أنها تمثيله الطلب بالطريقة نفسها، إلي ننظر بها إلي تسجيلة التكشيف، علي أنها تمثيلة الوثيقة.
وبمجرد إعداد استرتيجية البحث … فإنها بعد ذلك تضاهي بطريقة ما مع قاعدة البيانات لتمثيلات الوثائق، وتسترجع التمثيلات التي تضاهي إستراتيجية البحث من قاعدة البيانات وتقدم أو ترسل للمستفيد. ويطلب المستفيد بعد ذلك بعض أو كل الوثائق، المشار إليها في مخرجات بحث الإنتاج الفكري.
وهكذا يتضح أن المكنز له دور كبير سواء في جانب المدخلات أو المخرجات.

## أنواع المكانز

### المكانز المتخصصة
عادة ما تقتصر المكانز في تغطيتها علي المصطلحات، أو الواصفات في مجال موضوعـــــي معين، أو في نظام معلومات مؤسسة مــا. وقـــد يكون المجــــــــال الموضوعــــي واسعاً مثـــل مكنز Thesurus of Engineering Scientific Terms (TEST)، الذي يغطي المصطلحات في مجال العلوم والتكنولوجيا. وقد تكون التغطية لموضوع محدود جداً مثل مكنز يغطي مصطلحات (تلوث الهواء). وهناك بعض المكانز التي تميل إلي التغطية لمجالات متعددة بحكم طبيعة نظم المعلومات، التي تخدمها مثل مكنز اليونسكو Unesco Thesaurus  .

### المكنز المصغر
هو مكنز متخصص، يكون بناؤه بحيث يتلاءم مع البناء الهرمي والعلاقات بين المصطلحات لمكنز أكثر عمومية. وهو في جوهره يقدم المصطلحات في مجال موضوعي متخصص، بما يتناسب مع احتياجات مركز متخصص. وقد تكون مصطلحاته موجودة جزئياً فقط في المكنز العام، كما يمكن أن تكون عبارة عن مجموعات فرعية في المكنز العام.

### المكنز أحادي اللغة والمكنز متعدد اللغات
المكنز أحادي اللغة هو الذي يشتمل علي المصطلحات في لغة واحدة فقط، اما المكنز متعدد اللغات، فهو الذي يستخدم للتكشيف والبحث في عدة لغات مثل الإنجليزية والفرنسية والعربية، ومن ثم يشتمل المكنز علي المصطلحات في لغة ما ومقابلاتها في اللغات الأخرى.

### المكنز الهجائي والمكنز المصنف
المكنز الهيجائي هو الذي يرتب فيه القسم الرئيسي ترتيباً هجائياً مع عدة ملاحق – في الغالب- تستخدم ترتيبات أخرى، أما المكنز المصنف فهو الذي يرتب ترتيباً مصنفاً مع ملحق أو أكثر بترتيبات أخرى للمصطلحات. وهناك أيضاً المكنز الوجهي، وهو يشتمل علي تصنيف وجهي كامل ومكنز هجائي كامل، بحيث يكمل كل منهما الآخر.
وأيا كان نوع المكنز.. فإنه قد يظهر في شكل مطبوع، أي علي هيئة كتاب منشور. وقد يكون متاحاص ي شكل مقروء آليا، وفي هذه الحالة فإنه يمكن استشارته استشارة مباشرة On-Line ، من خلال أحد المنافذ Terminal  المتصلة بالحاسب الإلكتروني، كما قد يكون علي قرص مدمج CD-ROM .

## بناء المكنز
لكي يؤدي المكنز الوظائف المنوطة به.. فإنه لابد أن يشتمل علي المصطلحات المقننة الصالحة للاستخدام في نظام المعلومات، وأن يعرض العلاقات المختلفة بين هذه المصطلحات، وهذا ما يعرف ببناء المكنز.
المصطلحات وتقنينها بالمكانز: يشتمل المكنز في العادة علي نوعين رئيسيين من المداخل، هما: الواصفات واللاواصفات. أما الواصف Descriptor  فهو مصطلح مقنن، يستخدم للتعبير عن أو التمثيل الواضح للمفاهيم، أو المادة الموضوعية في الوثائق واستفسارات الباحثين.
وتنقسم الواصفات إلي قسمين:
– الواصفات الشكلية:
وهي التي تشير إلي خصائص شكلية للوثائق، مثل: الشكل البيليوجرافي، مستوي المعالجة … الخ.
– واصفات المحتوي:
وهي التي تصف الناحية الموضوعية في الوثائف ، وهذه قد تكون:
- المصطلحات التي تدل علي ، أو تشير إلي المفاهيم أو تركيبات المفاهيم.
- المصطلحات التي تدل علي كيانات فردية.

وتسمي هذه المصطلحات أيضاً أسماء الأعلام أو الهويات ، ومنها: أسماء مشروعات ، أسماء جغرافية ، أسماء أشخاص أو هيئات ، أسماء تجارية ، أسماء أعمال فنية … الخ.
واللاواصف Descriptor  – Non هو المصطلح غير المسموح باستخدامه في التكشيف. واللاواصفات تشمل المترادفات والأشكال الأخرى من المصطلحات المفضلة أو المجازة. ومثل هذه المصطلحات يحال منها إلي المصطلحات المجازة أو الواصفات.
ويجب أن يصاغ كل واصف في المكنز بطريقة ، تجعله يحمل المعني المقصود بوضوح ، حتى يفهمه المستفيد ، وحتى يصل إليه بسرعة.
وقد يكون الواصف كلمه واحدة ، وقد يكون من كلمتين أو أكثر. ومن أشكال الواصفات: الكلمة الواحدة مثل (التكشيف) الصفة والموصوف مثل (التخطيط الاجتماعي) المضاف والمضاف إليه مثل (رؤوس الموضوع) الربط بحروف الجر (في حالات قليلة) مثل (التعليم بالمراسلة) الأسماء ذات المقيدات بين أقواس مثل (الحفظ) (علم النفس).
وعلي الرغم من تعدد وجهات النظر بشأن استخدام صيغة المفرد أو الجمع للواصف.. إلا أنه يمكن استخدام شكل الجمع ، عندما يكون المصطلح هو اسم عد ، أي الاسم الذي يمكن الإجابة عنه بالسؤال (كم عدد ؟)، واستخدام شكل المفرد يكون المصطلح هو الاسم الذي يغير عن (ما مقدار؟). وعادة ما يستخدم شكل المفرد للعمليات ، مثل: صيانة ، والخواص مثل: الذوبان ، والأشياء الفريدة مثل الأوكسجين ونحتاج إلي صيغة المثني ، بالإضافة إلي صيغة المفرد وصيغة الجمع بالنسبة للغة العربية ، عندما يكون أصل الموضوع من الأسماء الزوجية مثل: (الرئتان).
ومن المفضل أن تدرج الواصفات المكونة من كلمتين أو أكثر في نظامها الطبيعي ، أي دون محاولة للقلب أو تغيير ترتيب الكلمات في الواصف.
ويمكن استخدام المختصرات أو التسميات الاستهلالية كمصطلحات ، عندما تكون شائعة ومالوفة لدي غالبية المستفيدين.
وهناك بعض المصطلحات التي تحتاج إلي نوع من الإيضاح أو التفسير ، مثل المصطلحات التي لها أكثر من معني مقبول ، أو المصطلحات التي تستخدم في معني خاص إلي حد ما ، أو المصطلحات التي ينبغي تمييزها عن غيرها من الواصفات.
ويمكن توضيح معاني المصطلحات وبيان نطاقها ، وفق طريقة من الطرق التالية:
- العلاقات. فالإحالات التي ترتبط بالمصطلح ، وتشير إلي المصطلح الأوسع أو المصطلح الأضيق أو المصطلح المتصل تقدم نوعاً من تحديد المصطلح وبيان نطاقة.
- المقيدات Modified مثل أنابيب التي نغيرها إلي الأنابيب المعدنية.
- التعبيرات بين أقواس مثل: الحفظ (علم النفس).
- التبصرات التوضيحية والتعريفات. وهي تفسيرات أو شروح قصيرة تعطي عند الحاجة ، لتفادي الغموض الدولالي للمصطلح ، ولتأكيد الاستخدام الصحيح له داخل سياق المكنز. والتبصرات أو التعريفات تصحب الواصف في القسم الرئيسي من المكنز ، ولكنها لا تشكل جزءاً منه.

## العلاقات بين المصطلحات بالمكانز
إن شبكة العلاقات لأحد المصطلحات بالمصطلحات الأخرى بالمكنز تقدم أو تعطي نوعاً من التعريف به ، بوضعة في مكانه الدولالي الصحيح ، وهي بالإضافة إلي هذا ذات قيمة للمستفيدين ، وذات فائدة في عملية التحديث للمكنز وتوجد ثلاثة أنواع من العلاقات ، هي:
علاقة التساوي أو التماثل ، العلاقة الهرمية ، علاقة الترابط.
وتمت هذه العلاقات خاصية التبادل في العادة ، أي إن المداخل المتبادلة مطلوبة ، عندما يكون هناك اتصال بين واصفين أو أكثر. فإذا أحلت من المصطلح (أ) إلي المصطلح (ب).. فإنه من الواجب الإحالة من المصطلح (ب) إلي المصطلح (أ) ونتناول هذه العلاقات ببعض التفصيل فيما يلي:
1- علاقة التساوي أو التماثل Equivalence Relation  :
توجد بعض المفاهيم ، التي يمكن التعبير عنها بأكثر من تسمية واحدة. ويمكن النظر إلي هذه التسميات المتعددة علي أنها متساوية ، أو متساوية تقريباً في الدلالة علي تلك المفاهيم. ومن ثم يمكن استخدام تسمية واحدة فقط من بين التسميات المتعددة – وهي المفضلة في العادة – لا سترجاع الوثائق المتعلقة بالمفهوم.
ويوجد نوعان من الإحلات: إحالة استخدام ، وإحالة مستخدم لـ.
أما احالة استخدام (اس) Use ، فهي التي تقود من اللاواصفات ، أو من المصطلحات غير المفضلة إلي المصطلح المفضل أو الواصف ، ومن ثم فهي تفيد في نوجيه المستفيد إلي الواصف المناسب في المكنز.
ومن أهم حالاتها:
- للإشارة إلي مرادف مفضل ، مثل: العائلة اس الأسرة.
- للإحالة من مصطلح مخصص إلي مصطلح أكثر عمومية ، ثم اختياره لتمثيل المفهوم المخصص مثل: Plant Waxes Use Waxes .
- للإحالة إلي هجاء مفضل ، أو للإحالة من أو إلي إحدي المختصرات مثل: الببليوغرافيا اس الببليوجرافيا ، ومثل: بام اس البث الانتقائي للمعلومات .
- للتغيير عن المفاهيم ، التي يمكن اعتبارها في حكم المترادفه لأغراض التكشيف والاسترجاع ، مثل Heredity Genetics .
- للإحالة من مصطلح قديم إلي مصطلح جاري الاستخدام مثل: Electric condenser Use Capacitor
- الإحالة العكسية أو المتبادلة لإحالة (استخدام) السابقة ، هي إحالة مستخدم لـ (س ل) Used for ، وهي تصحب المصطلح المفضل الذي تحيل إليه إحالة استخدام .

وأمثلتها: الأسرة:
س ل العائلة
ب- العلاقة الهرمية Hierarchical Relation  :
هي العلاقة التي تعبر عن علاقة العلوم (الوضع في مرتبة أعلي) – Superordination  ، والتابعية (الوضع في مرتبة أدني) Subordination  للمفاهيم ، ومن أنواعها: علاقة الشمول وعلاقة الجزء ، كل . وفي علاقة الشمول نجد أن المصطلح الشامل (العريض) يمثل طائفة مفاهيم ، أما المفهوم المعبر عنه بواسطة مصطلح مخصص (ضيق) فإنه دائماً عضو من اعضائها ، ويختلف المفهوم المخصص عن المفهوم العام في خاصية واحدة على الأقل .
ومن الأمثلة: الأمراض
م ض الأمراض المعدية
وفي علاقة الجزء / كل نجد أن مصطلح الكيان entity  (المصطلح العريض) يمثل طائفة أشياء أو مفاهيم ، أما الشئ أو المفهوم المعبر عنه بواسطة مصطلح ضيق .. فإنه يمثل أحد أجزائها ، علي ذلك فالمصطلح المخصص هنا جزء من المصطلح العام . ومن الأمثلة .
فرنسا                       البيولوجيا
م ض باريس                م ض النبات (علم)
وتمثل العلاقة الهرمية في معظم المكانز بواسطة إحالات المصطلح الأعرض (الأوسع) (م ع)، مشيرة إلي علاقة المفهوم، من حيث كونه أعلى في الرتبة، والمصطلح الأضيق (م ض) مشيرة إلي العلاقة العكسية أو المتبادلة.
مثال: النحاس                              المعادن
م ع المعادن                          م ض النحاس
جـ – علاقة الرابط Associative Relation
وهي تستخدم في العادة لتغطية العلاقات الأخرى بين المفاهيم المتصلة ببعضها البعض اتصالاً وثيقاً، غير عى فة الاتصال الهرمي. وعادة ما يشار إلي علاقة الترابط بواسطة الإحالة الخاصة بالمصطلحات المتصلة (م ت). وهذه الإحالة تذكر المستفيد عند فحصه للمصطلح (أ) بوجود المصطلح (ب)، والذي قد يكون أكثر ملاءمة من المصطلح (أ) في تشخيص مفهوم في وثيقة، أو استفسار لأحد الباحثين. ويجب أن تعد علاقة الترابط المتبادلة، أي أن تكون الإحالة (أ) متصلة ب (ب) والعكس، أي (ب) متصلة بـ (أ).
والأنواع المختلفة من العلاقات التي يمكن تغطيتها بعلاقة الترابط كثيرة، ومن ثم يجب أن تعد فقط تلك العلاقات بين المصطلحات التي تثبت تأثيراً فعالاً.
ومن الحالات التي تعد فيها علاقة الترابط.
1. السبب والأثر، التدريس م ت التعليم.
2. العلاقة الوراثية، أي شئ خلف لشئ آخر مثل: الأب م ت الأبن .
3. علاقة الوسيلة ، مثل: النقل م ت العربات .
4. علاقة المادة ، أي شئ هو المادة صنع منها شئ أخر ، مثل: الكتب م ت الورق .

يوضح المثال التالي شبكة العلاقات الخاصة باحد الواصفات:
البيليوجرافيات:
س ل         قوائم القراءة
قوائم المؤلفات
م ض        بيليوجرافيات البيليوجرافيات
البيليوجرافيات الوطنية
م ع          الوثائق الثانوية
م ت          الخدمات البيليوجرافية
علم الكتاب

## تنظيم وعرض المصطلحات في المكانز
يتكون المكنز في العادة من الأقسام الثلاثة التالية:
المقدمة ، القسم الرئيسي ، الأقسام الإضافية أو المكملة ، وسف نتناولها ببعض التفصيل في هذا القسم .
مقدمة المكنز:
يجب أن يشتمل المكنز علــي مقدمــة وافيــة ، تعطــي النقاط التاليــة:
- نطاق المكنز (التغطية الموضوعية وحدودها ، نوع المكنز وعلاقته بالمكانز الأخرى ، والأسباب التي دعت إلي إنشائه ، والخصائص التي يتميز بها).
- القواعد والإجراءات المتبعة في إنشاء المكنز .
- تعليمات تبين كيفية استخدام المكنز ، سواءفي التكشيف أو في الاسترجاع.
- معلومات عن إجراءات تحديث المكنز .

ويجب أن تتسم المقدمة بالإيجاز حتـى تقرأ ، وبالوضوح حتى تفهم ، وكلما اشتملت علي أمثلة توضيحية مـن المكنز ، كان ذلك مساعداً علي حسن استخدامه.

## لمحة تاريخية
يعدّ النشاط العربي لبناء المكانز حديثاً، إذ كانت المحاولة الأولى خلال عقد السبعينيات ترجمة الطبعة الأولى من مكنز Macrothesaurus تولاها مركز التنمية الصناعية للدول العربية (الآن المنظمة العربية للتنمية الصناعية والتعدين)• غير أن تلك المحاولة كانت فاشلة نظراً لعدم استيعاب مفهوم المكنز آنذاك وضعف الترجمة• أما المحاولة الثانية فكانت لصالح المنظمة العربية للتربية والثقافة والعلوم لتعريب مكنز علم المكتبات والمعلومات• وكان ذلك المكنز عالي التخصص، وهذا الأمر لم يدفع أية مكتبة لتبنيه وحده• وتمثلت الثالثة في ترجمة مكنز التربية والتعليم لمكتب التربية الدولي، غير أنه لم ينشر• أما عقد الثمانينيات فقد شهد نشاطاً حاداً في سبيل توفير مكانز مبنية في معظمها على مكانز أجنبية قائمة• ولهذا تأثرت جودتها وتركيبها بجودة وتركيب المكانز الأم، رغم أن تعديلات كثيرة قد أدخلت على بعضها.

## المكانز العربية
- المكنـز الموسع
- مكنز علوم الوقف
- المكنز العربي لعلوم الأرض
- المكنز السكاني متعدد اللغات
- مكنز المياه الدولي
- مكنزالبنك الإسلامي للتنمية
- مكنز أجروفوك: مكنز المصطلحات الزراعية
- مكنز الفيصل
- مكنز العلوم الإدارية
- مكنز المكنز
- مكنز معهد العالم العربي
- مكنز التعبئة والتغليف
- مكنز الاتصال الجماهيري
- مكنز روت ROOT : المنظمة العربية للمواصفات والمقاييس
- مكنز الشركة العربية للتعدين
- مكنز تونس
- مكنز الطفولة
- مكنز الفولكلور
- مكنز التراث الشعبي المغربي
- مكنز التراث الثقافي غير المادي: مكنز مختص بالتراث الشعبي في العالم العربي.[7]
- المكنز الإسلامي
- مكنز العلوم المائية والسمكية
- مكنز الأمم المتحدة
- المكنز السعودي للوحدات الرقمية
- مكنز اليونسكو
- مكنز الطفولة
- مكنز التربية والثقافة والعلوم
- مكنز النفط
- مكنز التنمية الصناعية
- مكنز فتاوى دار الإفتاء المصرية[8]